# Pagyda griseotincta
Pagyda griseotincta là một loài bướm đêm trong họ Crambidae.